# Feast 3: The Happy Finish
Feast 3: The Happy Finish (br: Banquete no Inferno 3: O Final Feliz) é um filme de terror trash estadunidense, lançado no ano de 2009, co-escrito por Marcus Dunstan e Patrick Melton e dirigido por John Gulager.

## Sinopse
Os sobreviventes são salvos por um misterioso profeta, Shot Bus Gus, que, aparentemente, tem a habilidade de controlar as criaturas. Ele os conduz para uma viagem até uma grande cidade. Durante a jornada, eles pedem ajuda a um expert em karatê chamado "Jean-Claude Seagal", e descobrem que as criaturas vieram de um lugar chamado "O Enxame". Armados desse conhecimento, eles decidem lutar e acabar de vez com os todos os monstros.